# La Pesga
La Pesga är en ort i Spanien.   Den ligger i provinsen Provincia de Cáceres och regionen Extremadura, i den centrala delen av landet, 210 km väster om huvudstaden Madrid. La Pesga ligger 437 meter över havet och antalet invånare är 1 162.
Terrängen runt La Pesga är huvudsakligen kuperad, men åt sydost är den platt.Runt La Pesga är det glesbefolkat, med 11 invånare per kvadratkilometer. Närmaste större samhälle är Zarza de Granadilla, 14,6 km sydost om La Pesga. Omgivningarna runt La Pesga är huvudsakligen savann.